# Abbazia di Sant'Ilario
L'abbazia dei Santi Ilario e Benedetto fu un importante monastero benedettino collocato ai margini occidentali della laguna di Venezia, tra le attuali Malcontenta e Gambarare (località Dogaletto).
Fiorì tra l'IX e il XIV secolo come diretta dipendenza del doge.

## Storia

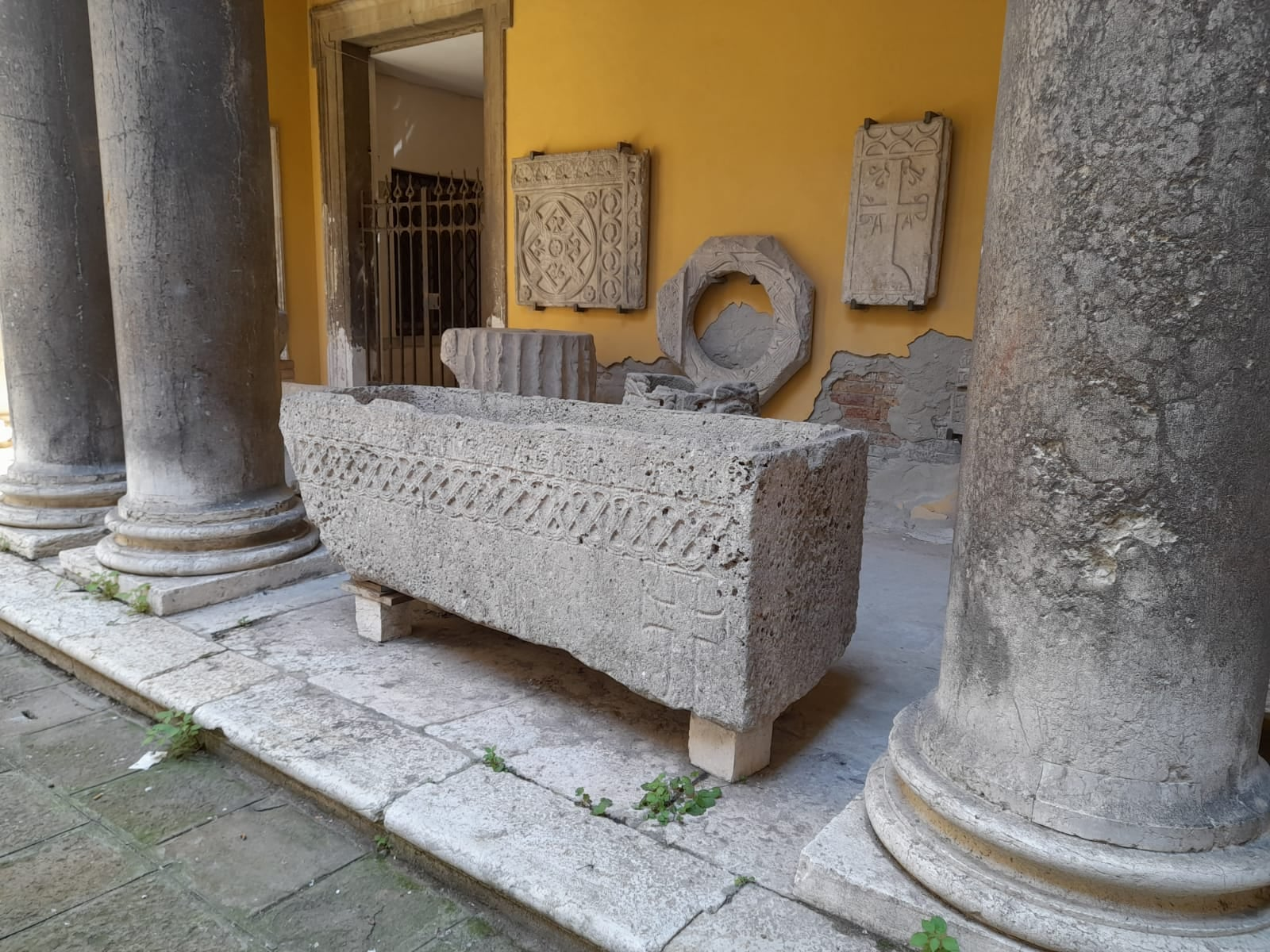
Reperti appartenenti all'Abbazia di Sant'Ilario al Museo Correr, Venezia.

Sant'Ilario fu fondata nell'819 dai monaci di San Servolo (uno dei primi cenacoli lagunari) che si erano insediati presso un'antica cappella grazie a una concessione del doge Angelo Partecipazio e di suo figlio Giustiniano. L'istituzione veniva a localizzarsi in una zona strategica, posizionandosi tra la terraferma e la Laguna lungo alcune importanti vie d'acqua che collegavano la terraferma al Ducato. Il luogo presentava però anche alcuni svantaggi, perché si trovava al confine con i comuni rivali di Padova e Treviso ed era esposto alle mire delle locali famiglie feudali.
L'abbazia ebbe modo di ampliare i propri possedimenti nelle valli dei fiumi Brenta (o val D'Agredo) e del canaletto Tergola (tergola, termine di roggia presente anche nel vicentino est e trevigiano ovest) avvantaggiandosi della prossimità con le due importanti vie di comunicazione fluviali e con i territori di Padova e di Treviso.
Il doge Vitale Candiano, dopo aver abdicato, si ritirò nell'abbazia di Sant'Ilario.
Sotto il dogado di Domenico Contarini, in un momento di grave tensione con il Sacro Romano Impero, Enrico III sottometteva Sant'Ilario e due sue corti al vescovo di Treviso. Il monastero, di fatto, rimase sempre sottoposto al doge, ma restava aperta la questione dei diritti sulle decime e le corti. Qualche tempo dopo, il patriarca di Aquileia Goteboldo sentenziava ancora a favore del vescovo di Treviso e, in risposta, il Contarini decise di appellarsi direttamente all'imperatore. Nel 1052, durante un placito tenuto ad Altino, veniva ristabilita la situazione originale riconfermando al monastero privilegi e giurisdizioni, decisione ribadita poco dopo a Domenico Selvo e Bono Dandolo (due personalità legate al doge) e, nel successivo dogado di Ordelaffo Faliero, da Enrico V.
Lo stesso doge Contarini nel 1064 favorì ulteriormente il monastero assegnandogli un avvocato per la gestione dei suoi beni. Tale carica fu ricoperta dai membri della famiglia Fontaniva (il primo fu Ubertino di Ariprando) e più tardi dai Peraga, loro ramo collaterale.
Ciononostante i Trevigiani continuarono a rivendicare l'abbazia, talvolta ricorrendo alla violenza: nel 1107, per esempio, veniva devastata dal vescovo Gumboldo.
Questa situazione di incertezza spinse il monastero alla compilazione di documenti falsi per avvalorare una situazione patrimoniale non sempre molto chiara.
Nel 1117 avvenne un grave sisma distrusse Metamauco, e si generò un'onda che entrò nei ghebi (canali di marea fra le lagune e la terraferma) verso la terraferma: ciò fu registrato dagli amanuensi dell'Abazia di S. Ilario, che si vide entrare dell'acqua salsa lagunare e di pesce di laguna.
Nel 1143, durante le ostilità contro Venezia, i padovani deviarono uno dei rami del Brenta, all'altezza dell'attuale Fiesso d'Artico, riformando delle zone acquitrinose e malariche su terreni già bonificati. Ma non fu sufficiente, per le continue alluvioni che depositavano notevoli quantità di sedimenti, occludendo il canale, come fu per il Tergola. Bisognava scavare un canale molto più grosso e munutenerlo, cosa molto impegnativa, vista la mancanza decisionale politica e di denaro per pagare gli operai.
A partire da questo momento, la situazione ambientale, ormai compromessa di impaludamento, costrinse i monaci trasferirsi progressivamente presso la chiesa di San Gregorio, a Dorsoduro, che era loro dipendenza sin dal 989. Nel 1214 quest'ultima divenne la sede principale della comunità.
Solo molto dopo furono scavati il Canale di Malcontenta e altre rettifiche di canalizzazione di ghebi, e solo con il Canale Brenta Cunetta la risoluzione del problema del deflusso della Brenta a fine 1800.
Nel 1250 l'abbazia fu occupata da Ezzelino III da Romano.
La morte degli ultimi rappresentanti maschili dei Peraga, avvenuta verso la metà del Duecento, provocò lo smembramento dei feudi di Sant'Ilario che cominciarono ad essere ceduti a terzi. Vennero ricomposti poco dopo da Marino Badoer, marito di Balzanella da Peraga, ultima esponente della casata, che iniziò una lunga trattativa con l'abate: nel 1257, infatti, la coppia si trovava nel monastero di San Gregorio dove Marino giurava fedeltà all'abate Prando che, poco prima, aveva investito Balzanella dei feudi che già erano appartenuti ai suoi antenati. I beni riguardavano in particolare Fiesso Maggiore e Minore (attuale Fiesso d'Artico), Perarolo, Fossolovara (attuale Stra), Caselle, Bagnoli, Pionca e Mirano.
Nel 1375 il monastero subì l'occupazione dei Carraresi.
Dopo la Guerra di Chioggia tra Venezia e Genova, nel 1379, l'abbazia cominciò a decadere e fu invasa dalle acque. I monaci si erano progressivamente trasferiti nel monastero di San Gregorio a Venezia già dall'XI secolo; la sede di Sant'Ilario fu definitivamente abbandonata nel corso del XV secolo.
Nel XVII secolo dell'abbazia restava unicamente una cappella nella località di Dogaletto, presso la Malcontenta.
A Sant'Ilario erano sepolti i dogi Angelo e Giustiniano Partecipazio, fondatori del monastero. Vi riposavano anche il doge Pietro IV Candiano e suo figlio Pietro, uccisi durante una rivolta nel 976 e qui sepolti forse perché nella zona si trovavano proprietà della loro famiglia.
Dal 1919 l'intitolazione a sant'Ilario è oggi portata dalla chiesa della Malcontenta, già filiale di Gambarare e dal 1924 parrocchiale. Nel 1949 la stessa è stata dichiarata chiesa abbaziale.

### Il territorio
Il territorio dell'abbazia di Sant'Ilario aveva un'importanza fondamentale dal punto di vista economico, comprendendo numerosi beni sparsi tra la Laguna occidentale e la retrostante terraferma.
Attorno ad essa gravitavano le corti di Ceresarea (oggi Zianigo, Campocroce (Mirano)) e Pladano (oggi Ballò, Scaltenigo, Vetrego)  A queste si aggiunsero più tardi Aureliaco (l'odierna Oriago), Tresegoli (l'attuale Tresievoli, nei pressi di Marano Veneziano), e Santa Maria di Peraga, come risulta nei diplomi a partire dal 1008. Altri beni si contavano a Fossolovara (oggi Stra), Fiesso e Perarolo.
L'abbazia possedeva inoltre un porto sul ghebo che gli passava di fianco, da identificare con l'attuale Porto Menai, località a ponente di Gambarare. Si ipotizza ci fosse un ponte romano sull'Annia, e che fosse romano anche il porto; e per questo motivo nacque l'abbazia.
Per quanto riguarda i possedimenti in laguna, si ricordano le paludi Cornio (ex alveo del Medoacus in epoca venetico-grecoide) e Settemorti e, a Venezia, la chiesa di San Gregorio presso la quale, nel XII secolo, fu fondato un altro cenacolo. A quest'ultima erano annessi alcune saline e i mulini sul canale Vigano, antico corso d'acqua che scorreva a Dorsoduro.
Sant'Ilario aveva importanza strategica anche dal punto di vista geografico. Il suo territorio rappresentava infatti una sorta di appendice del Ducato in terraferma, circondata quasi completamente dalla diocesi di Treviso. In prossimità del complesso, inoltre, si snodavano alcune vie fluviali fondamentali per collegare il Padovano e il Trevigiano agli scali lagunari.
Come già accennato, nel 1143 i Padovani deviarono le acque del Brenta in un paleoalveo le quali, attraverso l'Una e il Clarino, finirono per sconvolgere tutta l'idrografia della zona. Documenti del 1174 e del 1177 testimoniano di una lite contro l'abate che aveva cercato di rimediare alla situazione realizzando un argine che, tuttavia, sbarrava la strada ai naviganti di Noventa diretti a Venezia (erano costretti a portare le imbarcazioni fuori dall'acqua). In ogni caso, gli effetti della deviazione continuarono inesorabilmente fino alla formazione di un lago-palude, alla foce del canale di Vigo (toponimo latino italianizzato da vicus, indicante villaggio romano) e, dall'altra parte, all'interramento di vaste aree lagunari.